# Приз имени Владимира Юрзинова
Приз имени Владимира Юрзинова — ежегодная награда, учреждённая Молодёжной хоккейной лигой, которая по окончании сезона вручается лучшему тренеру чемпионата МХЛ завершившегося сезона.
Награда названа в честь великого советского хоккеиста и тренера Владимира Владимировича Юрзинова, одного из самых успешных европейских тренеров.
Первым обладателем награды стал Евгений Корешков, который в сезоне 2009/10 тренировал чемпионов сезона «Стальных Лис».

## Лауреаты
| Сезон   | Тренер            | Клуб           |
| ------- | ----------------- | -------------- |
| 2009/10 | Евгений Корешков  | Стальные Лисы  |
| 2010/11 | Вячеслав Буцаев   | Красная Армия  |
| 2011/12 | Евгений Корноухов | Омские Ястребы |
| 2012/13 | Евгений Корноухов | Омские Ястребы |
| 2013/14 | Олег Браташ       | МХК «Спартак»  |